# Transzendentaltheologie
Transzendentaltheologie ist ein zur Mitte des 20. Jahrhunderts in der katholischen Theologie vor allem durch Maréchal und Rahner ausgearbeiteter methodischer Ansatz. Dabei wird die transzendentalphilosophische (transzendental von lat. transcendere „überschreiten“, und zwar im Sinne Kants nicht auf ein Jenseits hin, sondern auf die Möglichkeitsbedingungen von Erkenntnis hin) Methode von deren Reflexion der Verstandeserkenntnis übertragen auf die Reflexion des Glaubensaktes. Fragt die Transzendentalphilosophie im Gefolge Kants nach Bedingungen der Möglichkeit von reinen Verstandeserkenntnissen, fragt die Transzendentaltheologie nach anthropologischen Möglichkeitsbedingungen religiösen Glaubens.

## Abgrenzung zur Transzendentalphilosophie
Der Transzendentaltheologie geht es nicht darum, einen Gottesbeweis zu führen, sondern darum, darzulegen, wie eine religiöse Erfahrung überhaupt einen Wahrheitsanspruch haben kann. Dazu muss erklärt werden, wie Gott im Diesseits erkannt werden kann, obgleich sein Wesen die sinnliche Wirklichkeit transzendiert (überschreitet) – und doch zugleich begründen soll.

„Was wir transzendentale Erkenntnis oder Erfahrung Gottes nennen, ist […] insofern eine aposteriorische Erkenntnis als die transzendentale Erfahrung des Menschen von seiner freien Subjekthaftigkeit sich immer nur in der Begegnung mit der Welt und vor allem der Mitwelt ereignet. […] Dennoch ist die Erkenntnis Gottes eine transzendentale, weil die ursprüngliche Verwiesenheit des Menschen auf das absolute Geheimnis ein dauerndes Existential des Menschen als eines geistigen Subjektes ist.“

Für die kantische und idealistische Transzendentalphilosophie ist das „Ich denke“ ein erstes Fundament. Die damit gegebenen Voraussetzungen sind Möglichkeitsbedingung und Grenze von Erkenntnis. Für die Transzendentaltheologie dagegen ist der religiöse Glaube als Verstehenshorizont menschlicher Existenz konstitutiv. Denn vorausgesetzt wird, dass Gott sich die Offenheit des Menschen für seine Wirklichkeit als Bedingung der Möglichkeit seiner Erkenntnis selbst gesetzt hat.

## Relevanz
Karl Rahner bewegt sich also von einer Reflexion der Erkenntnisbedingungen hin zu einer Reflexion der Verstehensbedingungen menschlicher Existenz. Die allgemeinen Strukturen menschlicher Existenz, „Existentiale“ genannt, sind dabei ein breiterer Zugang zur menschlichen Wirklichkeit als es die von Kant erhobenen Möglichkeitsbedingungen theoretischer und praktischer Vernunfturteile sind. Für die Theologie vollzieht dies eine sogenannte anthropologische Wende, was meint: nicht mehr die Ontologie (Lehre vom Sein), sondern die Theoriefindung bezüglich des Menschlichen ist die Grundlage der theologischen Interpretation. Dabei können historische und existenzielle Voraussetzungen berücksichtigt werden. Dies erlaubt auch eine andere Qualität von Brückenschlag zu atheistischen und anderen religiösen Weltverständnissen. Denn der Ausgangspunkt in der Anthropologie ermöglicht eine Differenz im Verstehenshorizont und in den konkreten Strukturen menschlichen In-der-Welt-Seins. So wird z. B. bei Rahner menschliche Erlösung verstanden als Annahme des Geheimnisses seiner Existenz. Diese geschieht nicht nur im explizit christlichen Leben, sondern auch implizit in einem Leben, das sich vor anderen Hintergründen vollzieht.